# 1828 en droit
Cet article présente les faits marquants de l'année 1828 en droit.

## Événements
- Le gouvernement britannique permet aux Hottentots, aux Bochimans et aux Grika (métis) d’acquérir des terres, ce qui les met directement en concurrence avec les Boers.
- Ordonnance no 50 : égalité de tous les habitants devant la loi dans la Colonie du Cap. Le code pénal britannique remplace le code hollandais.

### Mai
- 19 mai : entrée en vigueur du « tarif des abominations » aux États-Unis, qui impose des taxes douanières très élevées sur les produits manufacturés étrangers. Il creuse le fossé entre l’oligarchie marchande de la Nouvelle-Angleterre et l’aristocratie des plantations qui doit payer très cher les produits manufacturés.

### Décembre
- 20 décembre : nouveau statut des écoles primaires et secondaire en Russie.

## Naissances
- 15 juin : Paul Andral, avocat et haut fonctionnaire français, mort en 1889.